# Market Harbour
Market Harbour è il terzo album in studio del musicista Ginger, uscito nel mese di gennaio 2008. Dal punto di vista musicale si è rivelato l'album più creativo di Ginger, un album che pare irricreabile. Le tracce tra di loro paiono continue, dall'inizio alla fine dell'album.

## Tracce
1. Casino Bay
2. Soap Hammer
3. The Queen Of Leaving
4. Attentionette
5. The Ninns Of Mourning
6. House Of Moths
7. How Hard Can You Make It?
8. Awareness And The Great Integrity
9. A Philosophical Conversation About Age
10. Josser Bank
11. Tenants
12. Regret.com
13. Black Yeah
14. I Knew You (An Amnesis)
15. You And Me (That's What I Want)
16. Couple Trouble
17. The Perilous Burden Of Prodigal Obligation
18. A Malibu Chronicle
19. Overeasy
20. Eye Of The Rotunda
21. Shatterproof
22. How Legends Love
23. She´s So Taboo (live)
24. X The Pain (live)

- La versione giapponese dell'album contiene anche altre due tracce live, ed inoltre contiene "How Legends Love", B-side del singolo Casino Bay.